# Tapacura
Tapacura är ett släkte av tvåvingar. Tapacura ingår i familjen köttflugor.
Kladogram enligt Catalogue of Life:
| Tapacura | \| \| Tapacura mariarum \| \| \| \| \| \| Tapacura mexicana \| \| \| \| |
|          | \| \| Tapacura mariarum \| \| \| \| \| \| Tapacura mexicana \| \| \| \| |
|          | Tapacura mariarum                                                       |
|          |                                                                         |
|          | Tapacura mexicana                                                       |
|          |                                                                         |